# Ghost of Tsushima
Ghost of Tsushima is een open wereld actiespel ontwikkeld door Sucker Punch Productions. Het spel wordt uitgegeven door Sony Interactive Entertainment en is oorspronkelijk exclusief voor de PlayStation 4 uitgekomen. In mei 2024 is het spel ook op PC uitgekomen. Het spel werd voor het eerst aangekondigd op 30 oktober 2017 op de Paris Game Week.
Het spel speelt zich af in 1274 in Japan ten tijde van de eerste Mongoolse invasie van Japan. De speler speelt als een van de laatst overgebleven samoerai die tegenstand biedt tegen het Mongoolse Rijk.
Na een aangekondigde release van 26 juni 2020, werd eind april een nieuwe uitgiftedatum bekendgemaakt: 17 juli 2020.

## Ontvangst
| \| Recensiescore \| Recensiescore \| \| Recensieverzamelaar \| Score \| \| ------------------- \| ------------- \| \| Metacritic \| 83/100[4] \| \| Publicist \| Score \| \| Gamer.nl \| 8/10[5] \| \| Power Unlimited \| 80/100[6] \| \| Tweakers \| 8,5/10[7] \| \| FOK! \| 7,0/10[8] \| |        |
| Recensiescore |        |
| Recensieverzamelaar | Score  |
| Metacritic | 83/100 |
| Publicist | Score  |
| Gamer.nl | 8/10   |
| Power Unlimited | 80/100 |
| Tweakers | 8,5/10 |
| FOK! | 7,0/10 |